# Université d'économie et de finance de Hô Chi Minh-Ville
 (août 2016).
L’université d’économie et de finance de Hô Chi Minh-Ville (UEF) est une institution vietnamienne privée implantée à Hô Chi Minh-Ville, au Viêt Nam.

## Facultés
Les programmes sont divisés entre les facultés suivantes :
- Faculté de gestion et administration d’entreprises ;
- Faculté de banque et finance ;
- Faculté de comptabilité ;
- Faculté des technologies de l’information ;
- Faculté de culture et de langues étrangères (anglais et japonais) ;
- Faculté de marketing ;
- Faculté de droit économique ;
- Faculté de gestion hospitalière ;
- Faculté de tourisme ;
- Faculté de e-commerce ;
- Faculté de relations publiques ;
- Public de gestion des ressources humaines.

## Programme d’échanges internationaux
L’université d’économie et de finance de Hô Chi Minh-Ville (UEF) est partenaire des universités de Pittsburgh (États-Unis) et de Bangkok (Thaïlande).